# Branchinella lithaca
Branchinella lithaca är en kräftdjursart som först beskrevs av Creaser 1940.  Branchinella lithaca ingår i släktet Branchinella och familjen Thamnocephalidae. IUCN kategoriserar arten globalt som akut hotad. Inga underarter finns listade.